# Damase Zinga Atangana
Damase Zinga Atangana (* 9. Dezember 1964 in Nkog Bong, Kamerun) ist ein kamerunischer Geistlicher und römisch-katholischer Bischof von Kribi.

## Leben
Damase Zinga Atangana studierte Philosophie und Theologie am Interdiözesanan Priesterseminar Notre Dame de l’Immaculée Conception (deutsch: Unsere liebe Frau von der unbefleckten Empfängnis) im Stadtteil Nkol-Bisson von Yaoundé. Er empfing am 25. Juli 1992 das Sakrament der Priesterweihe für das Bistum Obala.
Nach der Priesterweihe war er bis 1997 Rektor des Knabenseminars in Efok. Anschließend ging er zu weiteren Studien nach Frankreich, wo er an der Charles de Gaulle-Universität in Moraltheologie promoviert wurde und ein Diplom in Geschichts- und Religionswissenschaft erwarb. Außerdem absolvierte er ein Spezialstudium in Bioethik an der Universität Marc Bloch in Straßburg. Nach seiner Rückkehr in die Heimatdiözese im Jahr 2003 wurde er Generalvikar des Bistums Obala und zeitgleich bis 2010 Pfarrer der Pfarrei Sainte Anne. Seit 2009 war er Verantwortlicher für die Priesterweiterbildung in Kamerun und seit 2010 Rektor der im Bau befindlichen Kathedrale von Obala.
Am 7. November 2015 ernannte ihn Papst Franziskus zum Bischof von Kribi. Die Bischofsweihe spendete ihm der Apostolische Nuntius in Kamerun, Erzbischof Piero Pioppo, am 8. Dezember desselben Jahres. Mitkonsekratoren waren der Erzbischof von Yaoundé, Jean Mbarga, und der Bischof von Obala, Sosthène Léopold Bayemi Matjei.